# Ruth Krauss
Ruth Krauss (25 de julio de 1901 – 10 de julio de 1993) fue una escritora estadounidense de libros infantiles, incluyendo "La Semilla de Zanahoria", y de poemas teatrales para lectores adultos. Muchos de sus libros siguen siendo publicados.

## Biografía
Krauss nació en Baltimore, Maryland, Estados Unidos. Se graduó en el Parson School of Design y fue miembro del Laboratorio de Escritores en el Bank Street College of Education, Nueva York, durante los años 1940s. Ruth Krauss se casó con el escritor de libros infantiles Crockett Johnson en 1943. Ambos colaboraron en muchos libros, entre ellos "La Semilla de Zanahoria" (The Carrot Seed), "Cómo hacer un terremoto", "¿Eres tú?" y "El Huevo Feliz" 
Murió en Wesport, Connecticut, Estados Unidos el 10 de julio de 1993.

## Publicaciones
- Un Buen Hombre y su Buena Esposa, ilustrado por Ad Reinhardt (1944); re-ilustrado por Marc Simont (1962)
- La Semilla de Zanahoria, ilustraciones de Crockett Johnson (1945)
- La Gran Duffy, ilustraciones de Mischa Richter (1946)
- La Historia Creciente, ilustraciones de Phyllis Rowand (1947)
- Osos, ilustraciones de Rowand (1948); re-ilustraciones de Maurice Sendak (2005)
- El Día Feliz, ilustraciones de Marc Simont (1949) —a Caldecott Medal Honor Book for Simont
- The Big World and the Little House, ilustraciones de Simont (1949).
- The Backward Day, ilustraciones de Simont (1950)
- I Can Fly, ilustraciones de Mary Blair (1950)
- The Bundle Book, ilustraciones de Helen Stone (1951)
- A Hole is to Dig: A First Book of First Definitions, ilustraciones de Sendak (1952)
- A Very Special House, ilustraciones de Sendak (1953) —a Caldecott Medal Honor Book for Sendak
- I'll Be You and You Be Me, ilustraciones de Sendak (1954)
- How To Make An Earthquake, ilustraciones de Johnson (1954)
- Charlotte and the White Horse, ilustraciones de Sendak (1955)
- Is This You?, by Krauss and Johnson (1955)
- I Want to Paint My Bathroom Blue, ilustraciones de Sendak (1956)
- Monkey Day, ilustraciones de Phyllis Rowand (1957)
- The Birthday Party, ilustraciones de Sendak (1957)
- Somebody Else's Nut Tree, and Other Tales from Children, ilustraciones de Sendak (1958)
- A Moon or a Button: A Collection of First Picture Ideas, ilustraciones de Remy Charlip (1959
- Open House for Butterflies, ilustraciones de Sendak (1960)
- Mama, I Wish I Was Snow; Child You'd Be Very Cold, ilustraciones deEllen Raskin (1962)
- A Bouquet of Littles, ilustraciones de Jane Flora (1963
- Eyes, Nose, Fingers, Toes, ilustraciones de Elizabeth Schneider (1964)
- The Cantilever Rainbow, ilustraciones de Antonio Frasconi (1965) ‡
- What a Fine Day for ..., ilustraciones de Remy Charlip, music by Al Carmines (1967)
- The Happy Egg, ilustraciones de Johnson (1967)
- This Thumbprint: Words and Thumbprints (1967)
- The Little King, the Little Queen, the Little Monster and Other Stories You Can Make Up Yourself (1968)
- There's A Little Ambiguity Among the Bluebells and Other Theater Poems (1968) ‡
- If Only (1969)
- I Write It, ilustraciones de Mary Chalmers (1970)
- Under Twenty (1970)
- Everything Under a Mushroom, ilustraciones de Margot Tomes (1973)
- This Breast Gothic (1973) ‡
- Love and the Invention of Punctuation (1973)
- Little Boat Lighter Than a Cork, ilustraciones de Ester Gilman (1976)
- Under Thirteen (1976)
- When I Walk I Change the Earth (1978)
- Somebody Spilled the Sky, ilustraciones de Eleanor Hazard (1979)
- Minnestrone (1981)
- Re-examination of Freedom (1981)
- Poemas de Amor para Niños (1986)
- Big and Little, ilustraciones de Mary Szilagyi (1987)
- And I Love You, ilustraciones de Steven Kellogg (1987)